# 李会栄
李 會榮（り かいえい、イ・フェヨン、朝鮮語: 이회영、1867年4月21日 - 1932年11月17日）は、大韓民国のアナキズム活動家である。本貫は慶州李氏。初代副大統領李始榮の第四兄である。新民会の会員と1919年大韓民国臨時政府に参加したが脱退した。1920年代の朝鮮人のテロ組織黒色恐怖団、南華韓人青年聯盟の指導者である。号は友堂（우당、ゆうどう、ウダン）。孫に金大中政権下で国家情報院長を務めた李鍾賛と弁護士・政治家の李鍾杰がいる。